# 2014年拉斐爾·納達爾網球賽季
2014年，有七項闖入決賽，並且拿下一座大滿貫單打錦標（法國公開賽）在內的四項ATP單打賽事冠軍。
2014年，澳洲公開賽，第三度進入決賽後，以3–6、2–6、6–3、3–6負於斯坦尼斯拉斯·瓦夫林卡。法國公開賽第九度進入決賽後，以3–6、7–5、6–2、6–4擊敗喬科維奇而衛冕成功，拿下第九座冠軍與第十四座大滿貫，首度完成五連冠並且成為職業網壇史上首位在一個大滿貫賽中九度封王的球員，大滿貫數目追平美國名將皮特·桑普拉斯的十四座，居網球史上第二位。在温布尔登锦标赛進入第四輪後纳达尔以65–7、7–5、65–7、3–6爆冷输给世界排名144的澳大利亚天才少年基爾喬斯无缘八强，由於喬科維奇最終奪冠，球王之位因而被取代。8月18日，纳达尔在其个人社交网站Facebook宣布因手腕伤势退出2014年美网赛事，无缘卫冕该项大满贯赛事。